# Lucky Luke (videojuego de 1996)
Lucky Luke es un videojuego de plataformas desarrollado por Velez & Dubail y publicado por Infogrames en 1996 para la Game Boy y en 1999 en Game Boy Color. Es una adaptación del cómic Lucky Luke. 

## Sinopsis
Lucky Luke, a lomos de su caballo Jolly Jumper, recibe el siguiente mensaje   : 

Escape masivo de la penitenciaría - alto - Jesse James], Billy the Kid, Pat Poker y Dalton Brothers huyendo - alto - Jesse James visto en Painful Gulch - alto

Partiendo de un pueblo de México, el vaquero es llevado a viajar por los Estados Unidos de América para detener a todos los bandidos fugitivos. Para ayudarlo, el mensajero de Pony Express le traerá más telegramas indicándole a dónde ir. 
Si bien Lucky Luke devolvió a la prisión a todos los bandidos fugados, un tornado devasta la penitenciaría y lo obliga a evitar que los Dalton escapen por última vez. 

## Jugabilidad
Lucky Luke es un juego de plataformas de desplazamiento lateral en 2D con tres niveles de dificultad.
El juego tiene 12 niveles con varios orígenes: México, Diligencia, Quebrada Dolorosa, Tren, Salón, Estepa, Bisontes, Rancho, Rápidos, Montaña Cheyenne, Tornado, Penitenciaría. Algunos niveles (Tren, Bisontes, Rápidos y Tornado) son de desplazamiento automático. 
Es posible reanudar el juego en cualquier nivel mediante un sistema de contraseña. Aunque es posible acceder a todos los niveles de esta manera, las únicas contraseñas reveladas por el juego son las de los niveles Tran, Bisones y Cheyenne Mountain para la versión Color. La versión original de Game Boy solo proporciona la contraseña de nivel de Bisontes. 
El héroe puede saltar con el botón B, usar su arma o sus puños con el botón A. También es posible lanzar cartuchos de dinamita inclinándose y presionando B. Lucky Luke lleva una cartera que le permite llevar temporalmente ciertos objetos encontrados durante los niveles; tendrá que usarlos para desbloquear pasajes. El juego tiene tres formas de enemigos: enemigos humanos, que disparan proyectiles, animales invencibles y jefes, que marcan el final de ciertos niveles. 
La vida de Lucky Luke está representada por cuatro corazones (el jugador con la oportunidad, en los niveles Saloon y Cheyenne Mountain, de conseguir dos más). El jugador puede ganar vidas ganando puntos (accesibles eliminando suficientes enemigos) y completando niveles de bonificación, accesibles siempre que obtengan cinco estrellas de Sheriff en cada nivel. Los niveles de bonificación son juegos de habilidad que consisten en romper botellas.
Mientras que los animales hacen daño directo al jugador, los enemigos humanos no lo hacen, a quienes, como Lucky Luke, atacan con la ayuda de proyectiles. 

## Desarrollo
El juego fue desarrollado originalmente para Game Boy. Posteriormente, se lanzó una edición para Game Boy Color en 1999, la cual corrige errores de la versión previa, así como también la reedición de sprites. 
La música del juego es compuesta por Bit Managers, una empresa que desarrolló muchos títulos en nombre de Infogrames.